# Держава Куртів
Держава Куртів або Династія Картидів (1244—1382) — держава у Великому Хорасані (сучасний північно-західний Афганістан, північно-східний Іран, східний Турменістан) столицею в Гераті, що утворилася внаслідок занепаду держави Хорезмшахів. Тривалий час перебувала у залежності від Ільханів. Після розпаду держави хулагуїдів у 1335 році боролася проти Мухаффаридів, Сербедарів і Міхрабанідів. Зрештою потрапила в залежність від емірів Західного Чагатайського улусу. У 1382 році ліквідовано еміром Тимуром.

## Історія

### Формування
Рід Куртів веде своє походження від Тадж уд-Діна Османа Маргіні, брат якого, Ізз ад-Дін Омар Маргіні, що був візиром султана Абул-Фатіха Ґорі з династії Гуридів. Вони були таджиками з містечка Маргін. Засновником династії став Рукн ад-Дін Абу Бакр, який походив з роду Шансабані з Гура. Він одружився з представницею династії Гурідів, яка на той час остаточно занепала. Отримавши значні володіння в області Гур він вимушений був визнати владу хорезмшахів. Він дістав прізвисько Курт, що перекладається як «настирливий», «завзятий». Від цього пішла назва усієї династії.
Лише після поразки хорезмшахів від монголів на чолі із Чингізханом у 1220 році зумів звільнитися від влади. В цей час на території Гуру, Хорасану та Сістану почався безлад, оскільки влада монголів ще не встановилася, а влада хорезмшахів практично припинилася, незважаючи на спроби Джелал ад-Діна Мекбурни. У 1220-х роках Абу Бакр Курт захопив Гур, де Чингісхан затвердив Рукн ад-Діна намісником. У 1236 році Курти домоглися прийняття рішення про відбудову Герату, яке доручено Рукн ад-Діну.
У 1230-х роках році Рукн ад-Дін заснував в горах невеличке володіння під зверхністю монголів, отримавши титул маліка. Втім, лише у 1244 році володіння і статус було підтверджено. Своєю столицею зробив фортецю Хайсар. Його справу продовжив син Шамсад-Дін, який у складі війська Салі Нойяна брав участь у 1246 році в поході проти Делійського султанату, коли пограбовано Пенджаб з містом Мултан. У 1251 році прибув до Каракорума, де посів трон Менгу, який підтвердив володіння Куртів і намісництво в місті Герат. В подальшому стало приводом про начебто передачу їм влади над Великим Хорасаном.

### Васал ільханів
З утворенням держави Ільханів у 1255 році Курти стали васалами Хулагуїдів, брали участь в їхніх війнах з Чагаїдами та Золотою Ордою. Водночас за підтримки Хулагу захистив Герат, Бал і північний Сістан від зазіхань Балакана і Тутара Джучидів. При цьому розпочали політику поступового розширення своїх володінь. У 1263—1264 роках завдяки Куртам було придушено заворушення в Сістані, де представники роду стали фактичним панами. У 1267 році війська Куртів брали участь у поході хана Абаки до Дербента. Втім, уже 1269 року під час походу Чагатаїв на Хорасан перейшли на їхній бік. Але вже у 1271 році знову визнали владу ільханів. Посилення Куртів у 1270-х роках (підкорення Газни, Тері і Мастунга) викликало занепокоєння центральної влади Ільханату, що призвело до обмеження їхніх володінь. У результаті Курти стали менше підтримувати Хулагуїдів у боротьбі проти Чагатайського улусу та у війнах проти Нікудерійської орди. Самі ж Курти маневрували між усіма сторонами.
Відновлення потуги династії починається з часів Фахр ад-Дін, який, скориставшись з боротьби еміра Навруза проти ільханів, зумів значно розширити володіння, зміцнили місто Герат, яке перетворив на свою столицю. У 1290-х роках зумів відбити напади Чагатаїв. Зрештою намагання стати незалежними призвело до конфлікту з ільханом Олджейту, військам якого у 1306—1307 роках завдано поразки. Проте в подальшому боротьба за владу між представниками династії Куртів призвела до їх послаблення та нового підкорення Хулагуїдами.
З 1314 року Кепек-хан захопив Герат, проте Куртам у 1315 році вдалося його відбити. Згодом довелося протистояти чагатайському наміснику Яавуру, який у 1317 році перейшов на бік Хулагуїдів. Це на деякий час встановило мир з іншими ворогами Куртів. Але їхні володіння зменшилися до околиць Герату. В подальшому Курти не намагалися протистояти ільханам, виконуючи васальні обов'язки. Водночас перетворили Герат на потужну фортецю через загрозу Чагатайського улусу.

### Незалежність
У 1335 році після смерті ільхана Абу-Саїда почався занепад Держави Хулагуїдів. Малік Куртів — Хусейн — визнав ільханом Тога-Темура. Останній в свою чергу вступив у конфлікт з державою Сербедарів. На бік ільхана стало військо Куртів, яке у 1342 році завдало поразки сербедарам. Доволі швидко Курти поширили владу на східний Хорасан, але не змогли підкорити Сістан, де владу захопили Міхрабаніди. У 1349 році малік Хусейн перестав сплачувати данину ільханам, ставши повністю незалежними, того ж року прийняв титул султана.
Втім, уже 1352 року Курти зазнали поразки від чагатайського еміра Казагана, який пограбував Герат, встановивши зверхність над Куртами. У 1354 і 1357 роках курти повставали й безуспішно боролися проти західного Чагатайського улусу. Смерть останнього у 1358 році звільнила державу Куртів від чагатайської залежності. Невдовзі вдалося встановити зверхність над Сістаном.
Основним суперником Куртів стала держава Сербедарів, що орієнтувалася на чагатайських емірів. У 1360-х роках Курти одночасно боролися проти сербедарів та беїв та емірів Західного Чагатайського улусу, користуючись внутрішнім розгардіяшем. Вдалося захопити південні лівобережжя Амудар'ї, місто Мерв, яке почали відбудовувати. Вдалося також розширити володіння в західному Хорасані.

### Занепад
Зі встановленням 1370 року одноосібної влади Тимура в Західному Чагатайському улусі становище Держави Куртів погіршилося, оскільки емір Тимур вирішив продовжити політику колишнього еміра Казагана з розширення кордонів улусу. У 1370-х роках тривала запекла війна з сербедарами. У 1376 році вдалося укласти мирний договір з Тимуром. Втім, уже 1380 року, скориставшись внутрішніми протиріччями та війнами з сербедарами, які були союзниками Тимура, останній розпочав військову кампанію проти Куртів. Султанське військо не змогло вчинити гідний опір, невдовзі зазнало поразки. За цим доволі швидко було захоплено столицю — Герат. Султан Гіяс ад-Діна з родиною визнав зверхність Тимура, його було відправлено до Самарканда.
У 1382 році прихильники Куртів повстали проти панування тимурового намісника. Повстання було придушено, а Тимур використав це як привід для страти султана та ліквідації держави. У1383 році було придушено чергове повстання в Гераті. У 1396 році за наказом Міраншаха, сина Тимура, решта представників династії куртів, була страчена.

## Державний устрій
Політична, військова та судова влада належала малікам (згодом султанам). Втім держава не мала централізований характер з абсолютною владою правителів — в безпосередньому їх керування знаходилися Гератська, Гурська та Газнійська області, Нішапур. В інших володінням панували місцеві феодали, що виконували повинності володарів з династії Куртів в якості васалів (надавали війська, сплачували данину або податки). В містах впливовими залишалися очільники великих майстерень, торговельних гільдій, мусульманське духівництво.

### Володарі
- Рукн ад-Дін Абу Бакр (1244—1245)
- Шамс ад-Дін Мухаммад (1245—1277)
- Рукн ад-Дін II (1277—1295)
- Фахр ад-Дін (1295—1308)
- Гіяс ад-Дін (1308—1329)
- Шамс ад-Дін Мухаммад II (1329—1330)
- Хафіз (1330—1332)
- Муїзз ад-Дін Хусейн (1332—1370)
- Гіяс ад-Дін Пір-Алі (1370—1389)

## Економіка
Основу становили землеробство, ремісництво та торгівля. Гарний клімат сприяв врожаю рису, овочів, фруктів, розвитку садівництво, продукція яких продавалася в інших державах. В державі Куртів знайшло значне поширення створення кархане (великих майстерень) з виробництво тканин, цегли, інших будівельних матеріалів. Тут, окрім найманих працівників, широко застосовувалася праця рабів, які поповнялися з числа полонених.
Найбільшими торговельними та ремісничими центрами були Герат, Нішапур та Мерв. У Гераті цілі квартали відносилися до певної галузі: гончарів, металургів і ковалів, ювелірів, будівельників. Через Герат проходив великий шовковий шлях та Великий Індійський шлях, що давало значний зиск державі.

## Культура
З часів відновлення незалежності Курти багато зробили задля розбудови міст, насамперед Герату. було зведено цитадель Іхтіар ад-Дін, чудові палаци Баргах і Кошк, мавзолей султана Муїзз ад-Дін Хусейна, медресе-ханака, Арку куртських маліків, відновлено гератську мечеть часів Гуридів.